# Pavage de Voderberg

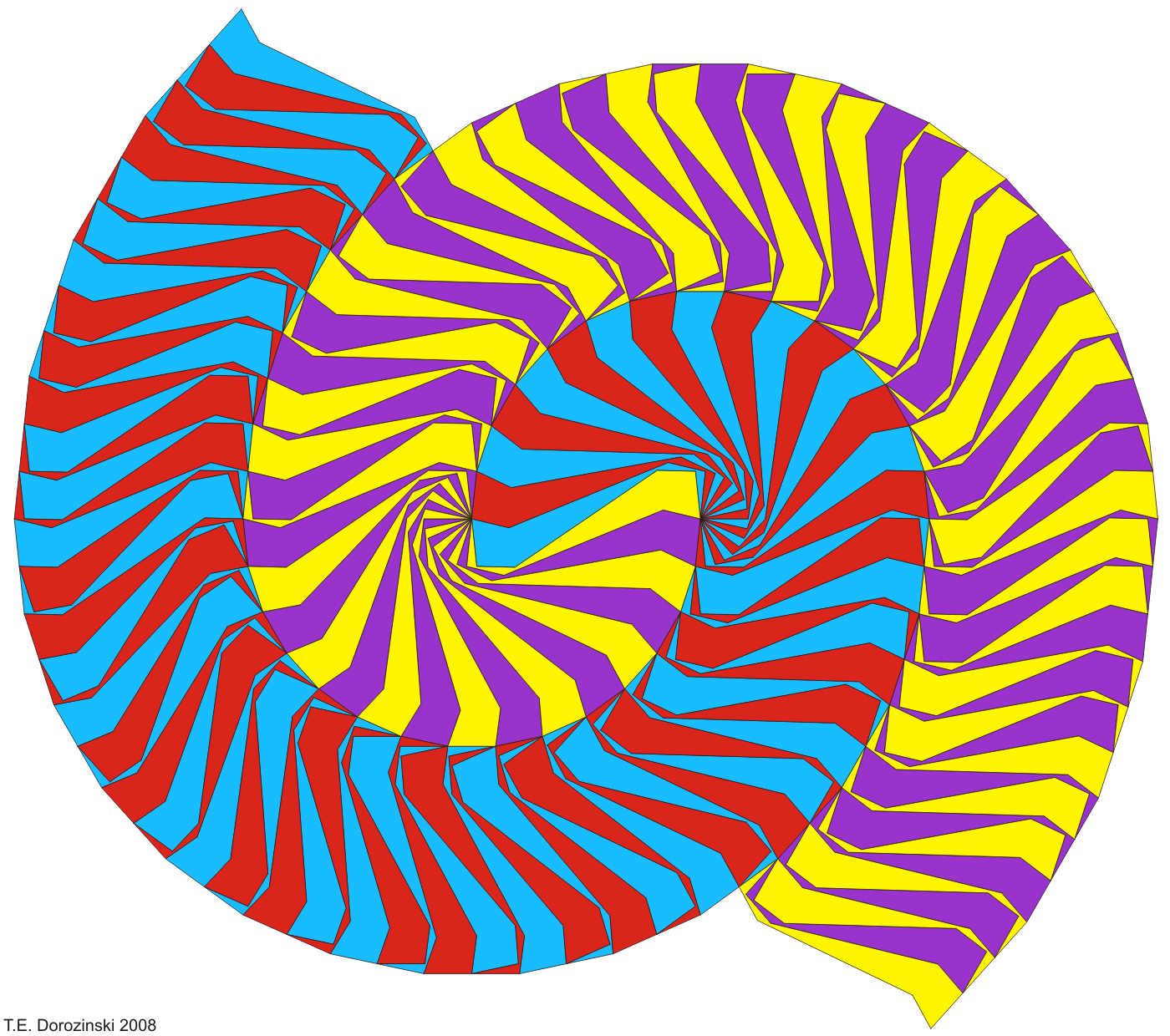
Un exemple de pavage de Voderberg.

Le pavage de Voderberg est un pavage monoédrique, c'est-à-dire qu'une seule figure est utilisée afin de remplir le plan. Celui-ci est constitué d'un ensemble d'ennéagones, irréguliers et concaves, qui pavent le plan de manière périodique mais aussi par symétrie centrale. La caractéristique particulière de ce polygone est qu'il peut être entouré exactement par deux copies de lui-même. Ce pavage est découvert en 1936 par le mathématicien allemand Heinz Voderberg (de) (1911-1945). 
Parce qu'il n'a pas de symétrie par translation, le pavage de Voderberg est techniquement apériodique, même s'il présente un motif répétitif évident. Ce pavage a été le premier en spirale à être conçu, précédant les travaux de Branko Grünbaum et Geoffrey C. Shephard (en) dans les années 1970.

## Historique
En 1936, Heinz Voderberg, mathématicien allemand ayant étudié à Greifswald, découvre la solution au problème posé par son professeur M. Reinhardt : "Trouvez deux polygones congruents entourant un point de manière à ce qu'un ou deux polygones congrus aux précédents s'emboîtent parfaitement."